# Manifestaciones iraníes en Estrasburgo
La reunión de iraníes en Estrasburgo, Francia, se celebró frente al Parlamento Europeo el 16 de enero de 2023, en medio de las protestas de Mahsa Amini, con el objetivo de declarar al Cuerpo de la Guardia Revolucionaria Islámica como organización terrorista de la Unión Europea. Roberta Metsola, presidenta de este parlamento, dijo a los iraníes: "Están en el lado correcto de la historia y harán historia, y no los dejaremos solos".

## El objetivo de la manifestación
Esta reunión debería reflejar el deseo de un gran número de iraníes de que el IRGC sea "reconocido como terrorista" por Europa y la comunidad internacional. Miles de iraníes residentes en Francia y otros países europeos viajaron el lunes 26 de enero a Estrasburgo, en el noreste de Francia, para reunirse frente a la sede del Parlamento Europeo y exigir que todo el Cuerpo de la Guardia Revolucionaria Islámica sea llamado terrorista. Se ha pedido a Europa que tome nuevas medidas decisivas contra la violencia de la República Islámica de Irán contra los manifestantes en los últimos meses en Irán. Esta es la segunda reunión más grande de iraníes en los últimos cuatro meses en Europa, después del evento de Berlín, para expresar su solidaridad con Los manifestantes expresaron la esperanza de crear "otro Berlín" con este evento. Hace tres meses, alrededor de cien mil iraníes de Europa y del mundo se reunieron en Berlín por invitación de Hamed Esmailiyoun, autor y portavoz de la Asociación de Víctimas del Avión Ucraniano Derribado. La manifestación en Estrasburgo se produjo después de que más de cien miembros del Parlamento Europeo firmaran una carta la semana pasada pidiendo a la Unión Europea que tomara más medidas contra el gobierno de Teherán. , apoyó la introducción completa del IRGC como organización terrorista. La reunión de los iraníes tuvo lugar en vísperas de la sesión parlamentaria, en la que está previsto discutir la situación en Irán y adoptar una resolución el jueves 29 de enero de 2023. El Parlamento Europeo es el órgano legislativo de la Unión Europea compuesto por 705 escaños, cuyos miembros provienen de 27 Estados miembros de la UE. Durante los cuatro meses de protestas del pueblo iraní, muchos miembros de este parlamento tomaron diversas medidas para expresar solidaridad con los iraníes, incluidas varias mujeres en el parlamento, que se cortaron el pelo durante las protestas de mujeres iraníes. Varios eurodiputados también ofrecieron garantías políticas para los manifestantes detenidos y condenados a muerte en Irán, lo que, aunque es un acto simbólico, se considera una presión política sobre el gobierno iraní. Los iraníes viajaron a Estrasburgo y propusieron la expulsión de los embajadores iraníes de los países de la Unión Europea y el regreso de los embajadores de esos países desde Teherán. Varios representantes de parlamentos de países europeos, de ascendencia iraní, apoyaron la reunión de los iraníes en Estrasburgo y pidieron a los iraníes que participaran en este evento. Un día antes de la reunión de los iraníes en Estrasburgo, el príncipe Reza Pahlavi, Masih Ali Nejad, Ali Karimi, Golshifteh Farahani y Nazanin Fanadi, en un tuit conjunto, pidieron a los países del mundo que llamen terroristas a todo el IRGC. En este tuit conjunto se afirma: "Durante más de cuatro décadas, el IRGC ha aterrorizado, reprimido y asesinado dentro y fuera de Irán. Los brazos de la nación están abiertos para aquellos que no han cometido un crimen; si se unen al pueblo.